# Emiko Torito
Emiko Torito (ur. 2 lipca 1982 r.) – amerykańska narciarka, specjalistka narciarstwa dowolnego. Najlepszy wynik na mistrzostwach świata osiągnęła podczas mistrzostw w Deer Valley, gdzie zajęła 12. miejsce w jeździe po muldach. Nie startowała na igrzyskach olimpijskich. Najlepsze wyniki w Pucharze Świata osiągnęła w sezonie 2007/2008, kiedy to zajęła 15. miejsce w klasyfikacji generalnej, a w klasyfikacji jazdy po muldach była piąta.

## Sukcesy

### Mistrzostwa Świata
| Miejsce | Dzień       | Rok  | Miejscowość | Konkurencja      | Zwycięzca   |
| ------- | ----------- | ---- | ----------- | ---------------- | ----------- |
| 12.     | 31 stycznia | 2003 | Deer Valley | Jazda po muldach | Kari Traa   |
| 17.     | 1 lutego    | 2003 | Deer Valley | Muldy podwójne   | Kari Traa   |
| 22.     | 8 marca     | 2009 | Inawashiro  | Muldy podwójne   | Aiko Uemura |

### Puchar Świata

#### Miejsca w klasyfikacji generalnej
- 2000/2001 – 53.
- 2001/2002 – -
- 2002/2003 – -
- 2003/2004 – 36.
- 2004/2005 – 56.
- 2005/2006 – 55.
- 2006/2007 – 91.
- 2007/2008 – 15.
- 2008/2009 – 29.
- 2009/2010 – 69.

#### Miejsca na podium
1. Steamboat Springs – 15 grudnia 2001 (Muldy podwójne) – 2. miejsce
2. Lake Placid – 18 stycznia 2008 (Jazda po muldach) – 1. miejsce
3. Inawashiro – 16 lutego 2008 (Jazda po muldach) – 3. miejsce
4. Mariánské Lázně – 1 marca 2008 (Jazda po muldach) – 3. miejsce
5. Åre – 7 marca 2008 (Jazda po muldach) – 3. miejsce

- W sumie 1 zwycięstwo, 1 drugie i 3 trzecie miejsca.